# Club Bolívar
El Club Bolívar és un club de futbol, bolivià de la ciutat de La Paz.

## Història

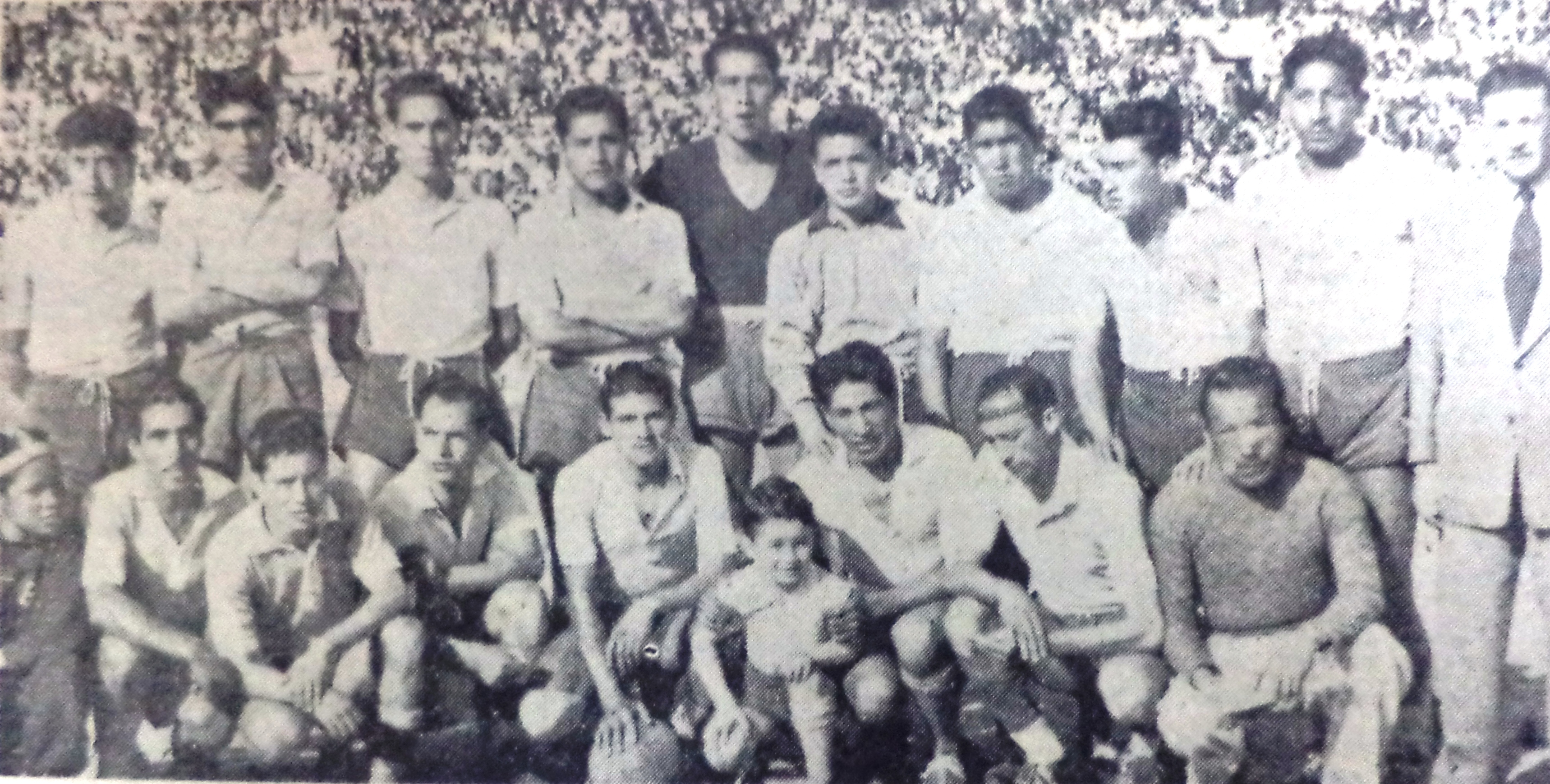
Bolívar campió el 1950.

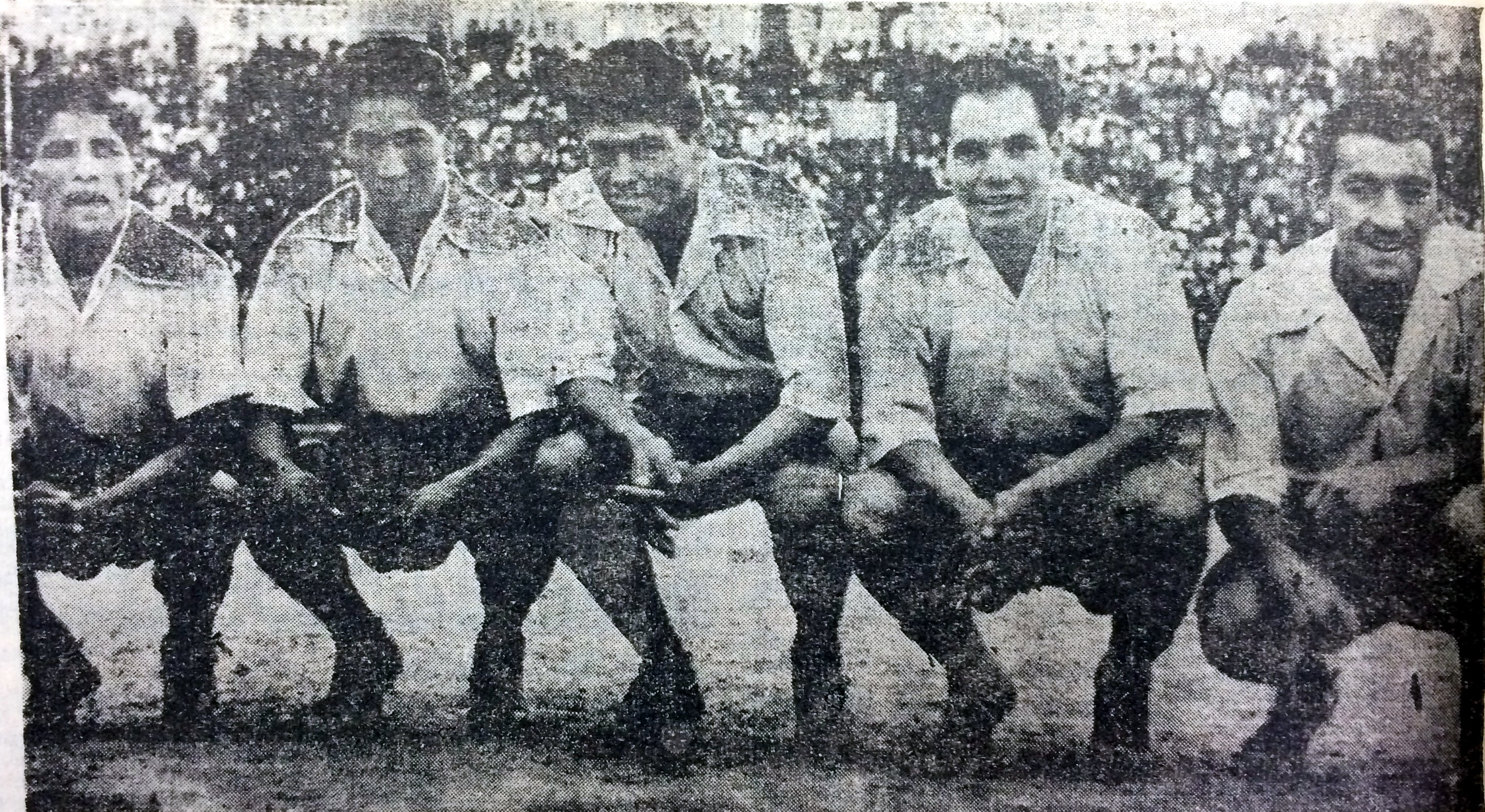
Davantera coneguda com "La Vanguardia" (1953). D'esquerra a dreta: Montoya, Ugarte. Albornoz, Mena i M. Vargas.

El Club Bolívar es fundà el 12 d'abril de 1925 a la ciutat de La Paz amb el nom d'Atlético Literario y Musical Bolívar, escollint el blau cel per al seu uniforme. Fou el primer president Humberto Bonifacio i a continuació Carlos Terán.
Ingressà a la segona divisió de La Paz el 1926. És el club amb més títols del futbol bolivià. El 1965, però, va descendir a la categoria "B", per tornar a la màxima categoria la temporada següent.
A nivell internacional, el Club Bolívar fou el segon club del futbol bolivià que arribà a disputar una final d'una competició internacional. Fou a la Copa Sud-americana del 2004, on fou derrotat pel Boca Juniors.

## Estadis
L'estadi del Club Bolívar és el Libertador Simón Bolívar, tot i que sovint utilitza l'estadi Hernando Siles.

## Jugadors destacats
- Victor Agustin Ugarte
- Carlos Aragones
- Erwin Romero
- Juan Gregorio Gallo
- Carlos Lopez
- Jorge "Coqui" Hirano
- Fernando Salinas
- Miguel Angel Rimba
- Marco Etcheverry
- Julio César Baldivieso
- Carlos Borja
- Vladimir Soria
- Erwin Sanchez
- Marco Antonio Sandy

## Palmarès
- Campionat bolivià de futbol:[7]
  - 1950 (com a campió de La Paz), 1953 (com a campió de La Paz), 1956, 1966, 1968, 1976, 1978, 1982, 1983, 1985, 1987, 1988, 1991, 1992, 1994, 1996, 1997, 2002, 2004-A, 2005-AD, 2006-C, 2009-A, 2011-AD, 2013-C, 2014-A, 2015-C, 2017-A, 2017-C, 2019-A, 2022-A

- Campionat de La Paz de futbol: 
  - 1932, 1937, 1939, 1940, 1941, 1942, 1950, 1953, 1956, 1966, 1967, 1969, 1976

- Copa Liga:[8]
  - 1979

- Copa de la División Profesional:[8]
  - 2023

- Copa Aerosur:
  - 2009, 2010